# Château de Bridoré
Le château de Bridoré est un ancien château fort des XIVe et XVe siècles situé à Bridoré, en France. Il est surnommé, sans raison, le château de Barbe-Bleue.

## Localisation
Le château de Bridoré est situé à 200 mètres au sud de l'église Saint-Roch de la commune de Bridoré, 2 rue du professeur Debré, dans le département d'Indre-et-Loire, en région Centre-Val de Loire.

## Historique
La forteresse construite sur le site dit Breuil-Doré est à l'origine du petit village. Dans la première moitié du XIIIe siècle, Josbert Ier de Sainte-Maure, Pressigny et Nouâtre, mari d'Agnès de Vendôme (fille de Jean IV de Vendôme), est seigneur de Bridoré, et après lui leur fils cadet le maréchal Renaud Ier de Précigny, mort en 1270 en Tunisie lors de la huitième croisade ; puis l'arrière-petite-fille de ce dernier, Marguerite de Précigny (fille de Renaud III, fils de Renaud II, lui-même fils du maréchal Renaud), et son mari Godemar Ier de Linières, veuf d'Agnès de Sancerre morte en 1340 ; une de leurs enfants, Florie de Linières, morte en 1406, transmit Bridoré à son premier mari, le premier maréchal Boucicaut, qui suit (mort en 1368 ; aussi sire du château de La Bourdaisière), puis temporairement à son second époux, le chevalier Maurice Mauvinet, mort vers 1375.
Cette forteresse fut rebâtie sous Charles V le Sage de même que la chapelle Saint-Roch, devenue église paroissiale, pour le maréchal de France Jean Ier Le Meingre dit Boucicaut (1310-1368), puis par son fils, Jean II Le Meingre dit Boucicaut (1366-1421, sans postérité survivante ; aussi maréchal de France) ; Bridoré passe ensuite à Geoffroi Boucicaut, le frère cadet de Jean II le Meingre, puis à ses deux fils Jean et Louis Le Meingre (fils de sa deuxième épouse Isabeau fille de Louis de Poitiers-Valentinois-Saint-Vallier ; co-seigneurs de Bridoré, cités en 1463 ; les deux morts sans postérité).
Imbert de Batarnay du Bouchage (1438-1523), sire de Montrésor, conseiller des rois. Il rehausse le donjon qui atteint ainsi trente mètres et le couvre d’une charpente avec des échauguettes. . Son fils François, oncle maternel de Diane de Poitiers et mari de Françoise de Maillé la Jeune dame de Rillé, est père de René de Batarnay (1513- v.1580), père lui-même de Gabrielle de Batarnay (1546-1570), épouse en 1570 de Gaspard de La Châtre de Nançay (vers 1539-1576), d'où Henri de La Châtre, 1er comte de Nançay en 1609-1610, père d'Edme de La Châtre, mort en 1645, qui vend Bridoré en avril-mai 1641 à Charles de Boursault, mort en 1653, seigneur de Viantais et de Voise. C'est René qui met au point le prototype d'une évolution du moineau que l'on retrouvera dans la fortification bastionnée : la caponnière.
En 1641, le marquis de Viantais, Charles de Boursault, acquiert la seigneurie du Bridoré. Le fils de Charles, Pierre de Boursault (1624-1704), maréchal de camp, hérite de Bridoré, puis sa propre fille Anne-Louise, qui cède le domaine le 10 avril 1717 aux religieuses viantaises de Beaulieu, fondées par les sœurs de Pierre, Catherine-Angélique (1619-1712) et Renée-Thérèse de Boursault (c.1626-1714). Vendu comme bien national à la Révolution, il reste dans la même famille jusqu’à aujourd’hui. Il n'a jamais été assiégé.
Le château est classé au titre des monuments historiques par arrêté du 19 janvier 1911, restauré par les peintres Simone Lefèvre et Pierre Mouveau. Ce sont maintenant leurs petits-enfants, Virginie Feugier et son frère Pierre Alexandre Mouveau, qui assurent la conservation et la restauration de ce site,. Les propriétaires l'habitent.

## Description
Le château de Bridoré est une forteresse militaire médiévale (XIVe et XVe siècles) se présentant initialement comme un carré d'une quarantaine de mètres de côté. À sa haute-cour du XIVe siècle s'est adjointe une basse-cour au XVe siècle. Le système de défense, en l'état, est unique en France : une enceinte avec une entrée protégée autrefois par un pont-levis et sa tour défensive à machicoulis de 6,5 m de diamètre, des fossés avec quatre caponnières pentagonales et un donjon-logis haut de 30 m dont la porte fortifiée de la base faisait communique haute et basse-cour. Les 3 toitures en poivrières qui ornent celui-ci sont les sommets de deux échauguettes et d'une tour-escalier extérieure. Le château est doublé, vers 1590, de fausses braies sur lesquelles viennent s'accoler, dans le fossé, les caponnières, qui ne sont visibles qu'au sommet de la contrescarpe. Le donjon disposait des latrines dont les eaux usées étaient canalisée jusque dans le fossé. Au milieu du grand logis de la haute-cour, se trouvait une étuve à hypocauste (trois pièces chauffées au premier étage dont un bain de vapeur et un bloc-sanitaire,, , datant du XIVe siècle. La chapelle, aménagée dans le bâtiment, a perdu sa voûte. Une partie de l'enceinte a été détruite à la Révolution. Des travaux de restauration ont été effectués, en 2021, sur le mur de contrescarpe et une des quatre caponnières.

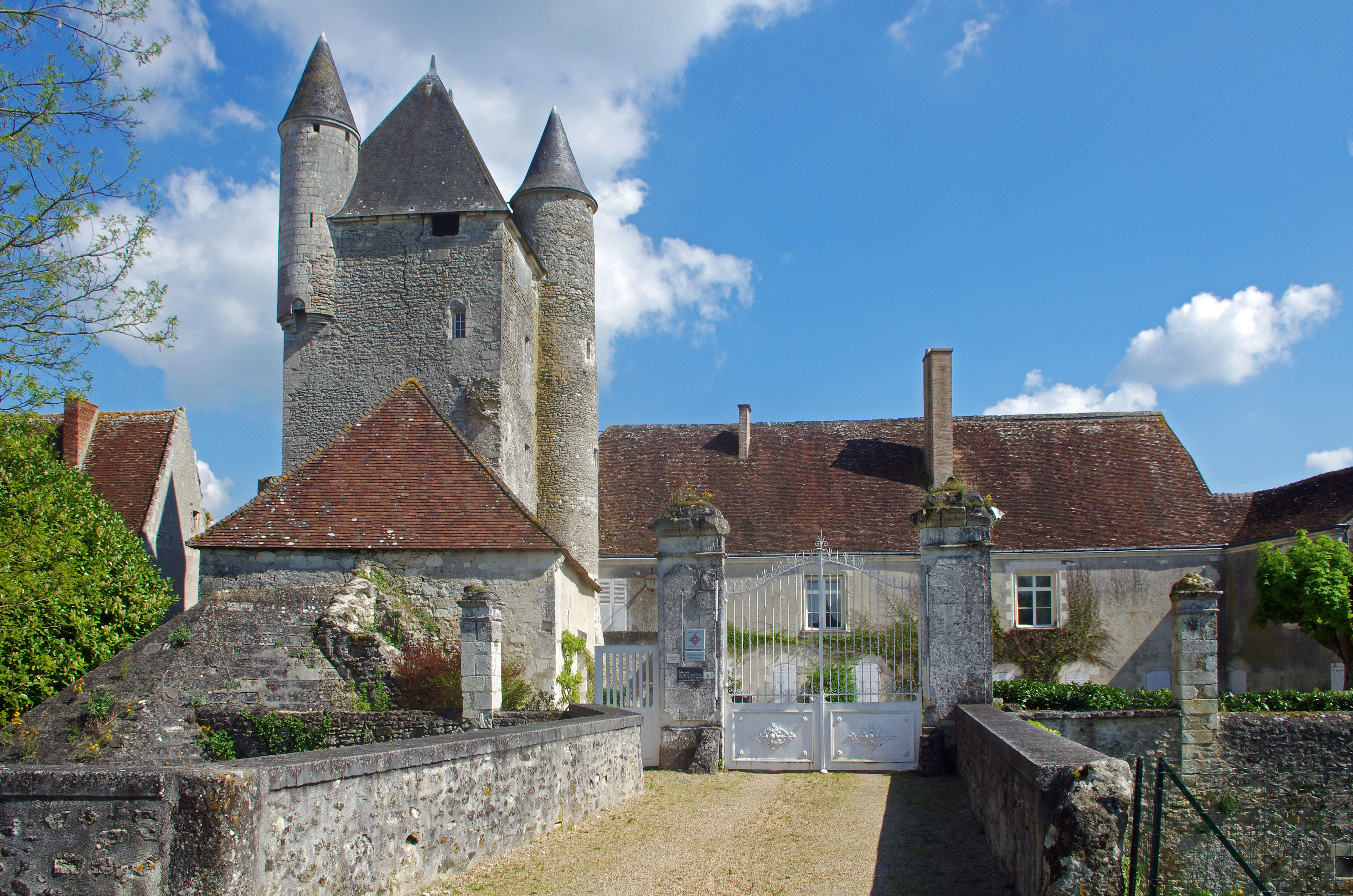
Entrée actuelle sur la haute-cour avec logis et donjon
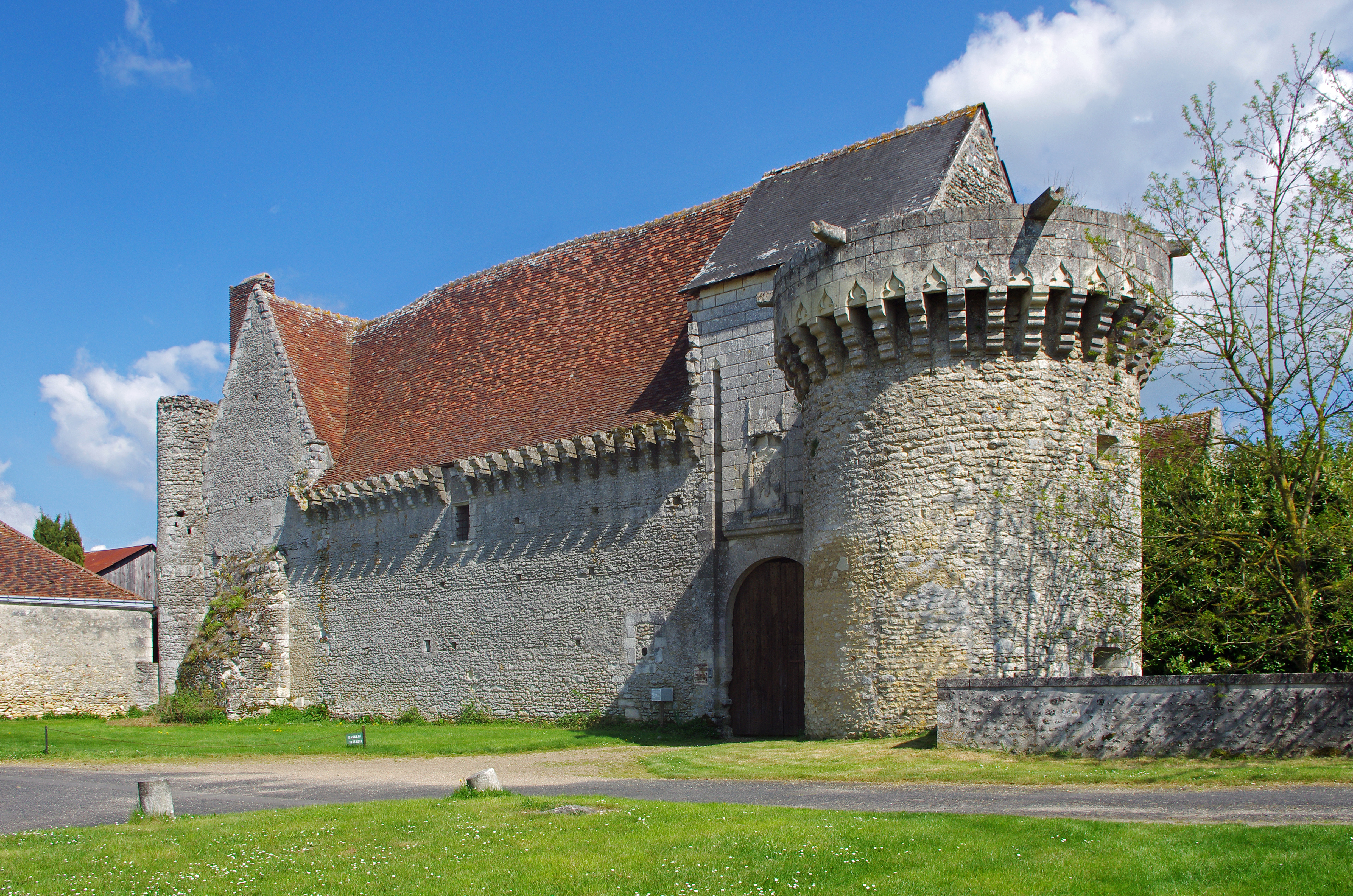
Logis, entrée et sa tour de défense
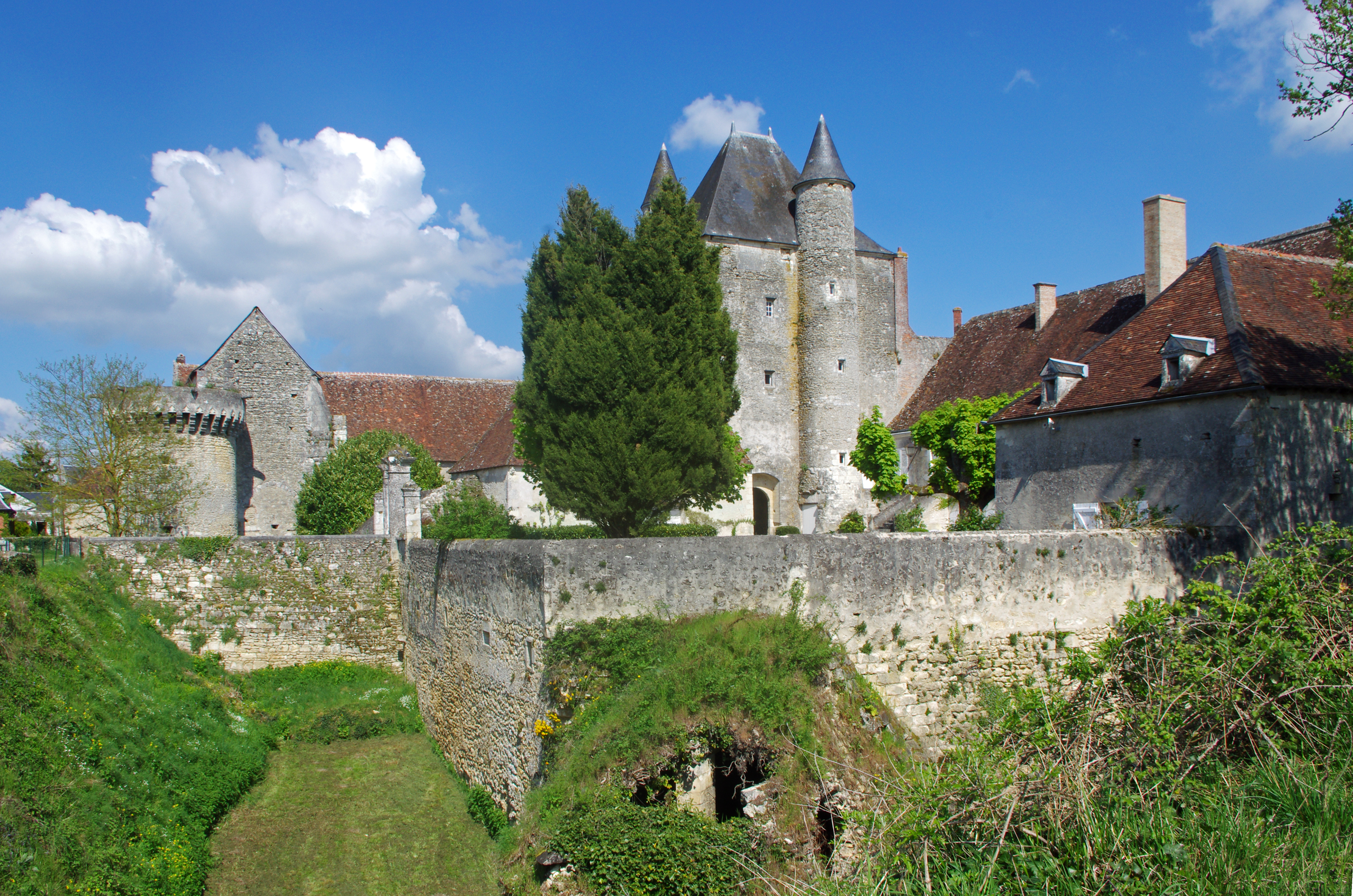
Fossé avec une des caponnières
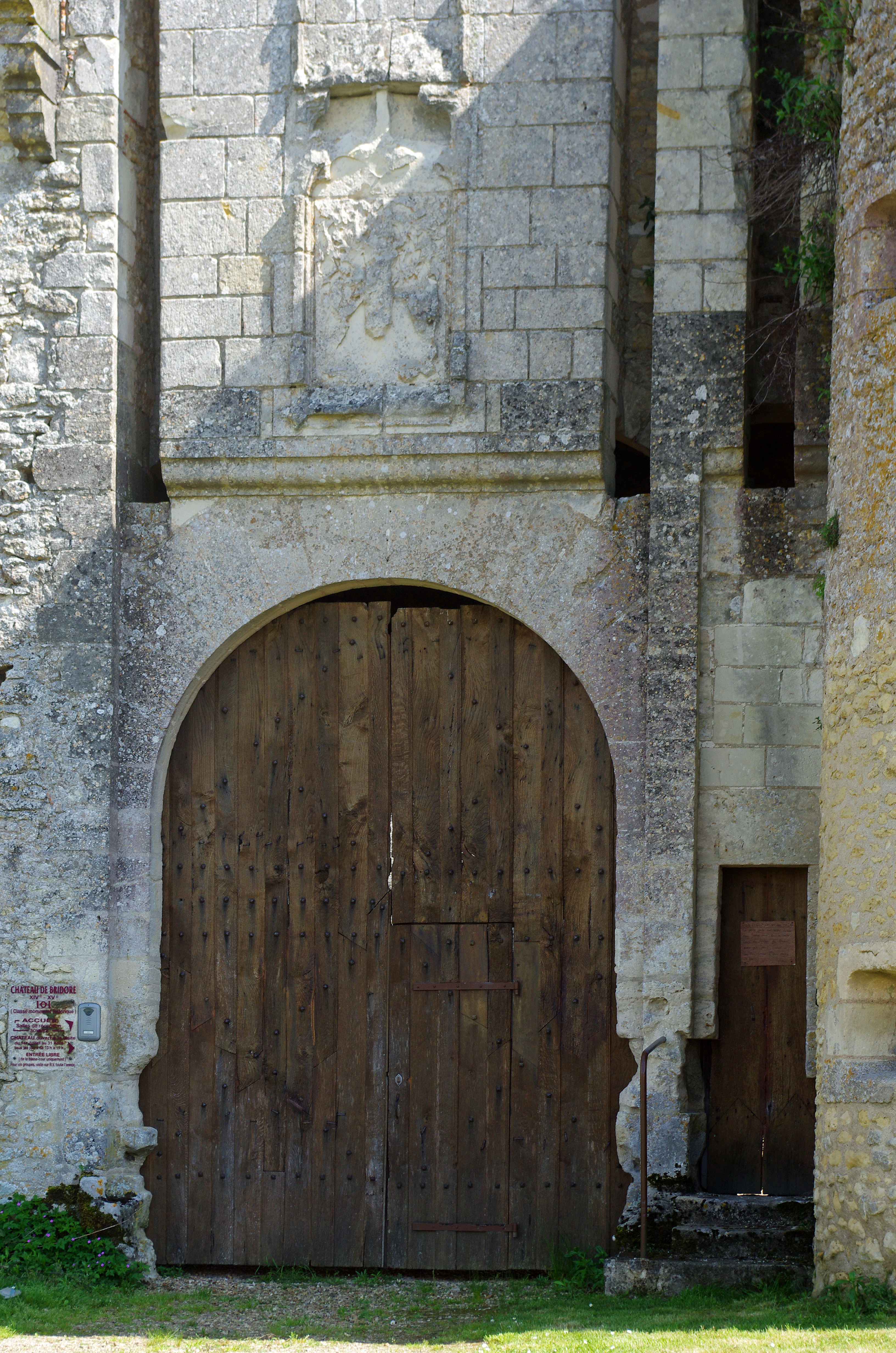
Entrée avec pont-levis (le fossé est comblé)
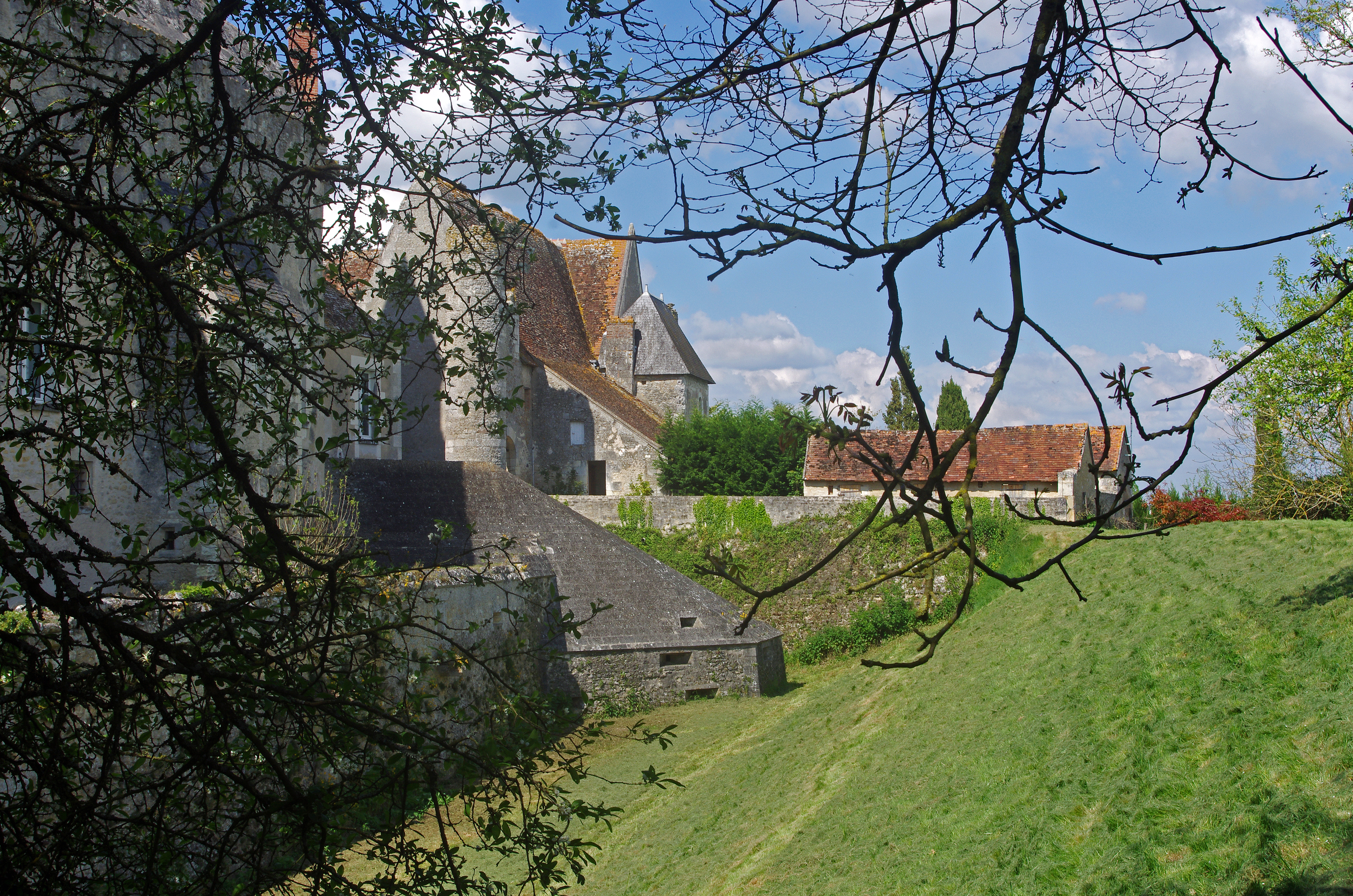
Caponnière, équipée de canonnière et fausse braie, assurant le flanquement du fossé [16].